# Molde Fotballklubb 1985
Questa voce raccoglie le informazioni riguardanti il Molde Fotballklubb nelle competizioni ufficiali della stagione 1985.

## Rosa
| N. |                     | Ruolo | Calciatore           |
| -- | ------------------- | ----- | -------------------- |
|    | Norvegia (bandiera) | P     | Torleif Bergsås      |
|    | Norvegia (bandiera) | P     | Inge Bratteteig      |
|    | Norvegia (bandiera) | P     | Pål Espen Husøy      |
|    | Norvegia (bandiera) | D     | Alf Gunnar Dahl      |
|    | Norvegia (bandiera) | D     | Knut Hallvard Eikrem |
|    | Norvegia (bandiera) | D     | Tor Hagbø            |
|    | Norvegia (bandiera) | D     | Åge Hareide          |
|    | Norvegia (bandiera) | D     | Arnfinn Isaksen      |
|    | Norvegia (bandiera) | D     | Odd Ivar Moen        |
|    | Norvegia (bandiera) | D     | Stig Monsen          |
|    | Norvegia (bandiera) | D     | Bertil Stranden      |
|    | Norvegia (bandiera) | C     | Marvin Arnesen       |

| N. |                     | Ruolo | Calciatore        |
| -- | ------------------- | ----- | ----------------- |
|    | Norvegia (bandiera) | C     | Stein Olav Hestad |
|    | Norvegia (bandiera) | C     | Geir Malmedal     |
|    | Norvegia (bandiera) | C     | Ulrich Møller     |
|    | Norvegia (bandiera) | C     | Knut Nesbø        |
|    | Norvegia (bandiera) | C     | Kjetil Rekdal     |
|    | Norvegia (bandiera) | C     | Terje Sorthe      |
|    | Norvegia (bandiera) | C     | Bjarne Stormyr    |
|    | Norvegia (bandiera) | A     | Jan Berg          |
|    | Norvegia (bandiera) | A     | Steinar Henden    |
|    | Norvegia (bandiera) | A     | Rene Olsen        |
|    | Norvegia (bandiera) | A     | Rune Ulvestad     |

## Campionato

### Girone di andata
| Molde 8 maggio 1985 | Molde | 0 – 0 | Eik-Tønsberg | Molde Stadion |

| Stavanger 6 maggio 1985 | Viking | 2 – 1 | Molde | Stavanger Stadion |

| Porsgrunn 12 maggio 1985 | Molde | 1 – 3 | Lillestrøm | Pors Stadion |

| Oslo 16 maggio 1985 | Vålerengen | 0 – 0 | Molde | Bislett Stadion |

| Molde 19 maggio 1985 | Molde | 3 – 2 | Mjøndalen | Molde Stadion |

| Fredrikstad 27 maggio 1985 | Brann | 0 – 0 | Molde | Fredrikstad Stadion |

| Halden 2 giugno 1985 | Molde | 0 – 2 | Rosenborg | Halden Stadion |

| Fredrikstad 9 giugno 1985 | Bryne | 4 – 0 | Molde | Fredrikstad Stadion |

| Trondheim 16 giugno 1985 | Molde | 1 – 1 | Start | Strindheim Kunstgress |

| 22 giugno 1985 | Molde | 1 – 0 | Kongsvinger | Lassa Stadion |

| Trondheim 30 giugno 1985 | Moss | 6 – 2 | Molde | Strindheim Kunstgress |

### Girone di ritorno
| Haugesund 4 agosto 1985 | Eik-Tønsberg | 1 – 1 | Molde | Haugesund Stadion |

| Porsgrunn 11 agosto 1985 | Molde | 3 – 0 | Viking | Pors Stadion |

| Lillestrøm 18 agosto 1985 | Lillestrøm | 0 – 0 | Molde | Åråsen Stadion |

| Haugesund 25 agosto 1985 | Molde | 2 – 0 | Vålerengen | Haugesund Stadion |

| Nedre Eiker 28 agosto 1985 | Mjøndalen | 0 – 0 | Molde | Nedre Eiker Stadion |

| Molde 1º settembre 1985 | Molde | 2 – 1 | Brann | Molde Stadion |

| Trondheim 8 settembre 1985 | Rosenborg | 4 – 1 | Molde | Lerkendal Stadion |

| Molde 15 settembre 1985 | Molde | 2 – 1 | Bryne | Molde Stadion |

| Kristiansand 29 settembre 1985 | Start | 3 – 1 | Molde | Kristiansand Stadion |

| Kongsvinger 6 ottobre 1985 | Kongsvinger | 2 – 1 | Molde | Gjemselund Stadion |

| Molde 12 ottobre 1985 | Molde | 1 – 1 | Moss | Molde Stadion |

### Coppa di Norvegia
|  | Clausenengen | 2 – 0 | Molde |  |